# Dromos (sport)
Dromos – jedna z konkurencji olimpijskich w starożytnej Grecji - krótki bieg. Także bieżnia w gimnazjonie.